# Musée géologique de Rennes
Le musée géologique de Rennes est un ancien musée de France situé dans la ville de Rennes et consacré à la géologie.
La collection de l'ancien Muséum d'histoire naturelle de Rennes est actuellement gérée par l'Université de Rennes sous le nom de Musée de Géologie (Géosciences Rennes). Le musée géologique de Rennes a été intégré au XIXe siècle dans le Muséum d'histoire naturelle de Rennes qui était un musée consacré aux sciences naturelles ayant existé à Rennes de 1840 à 1944. Sa collection, méconnue du grand public, est située aujourd'hui dans les locaux de l’université Rennes-I sur le campus de Rennes-Beaulieu. Elle a connu une histoire riche en rebondissements, et reste séparée entre géologie, zoologie, etc.

## Histoire

### Origine
Christophe-Paul de Robien est à l'origine d'un Cabinet de curiosités qu'il a mis en place dans son hôtel particulier à Rennes. En 1748, il en dresse l'inventaire dans un ouvrage manuscrit en plusieurs volumes. On peut y noter l'existence de 756 minéraux. Il possédait une importante collection scientifique à l’hôtel de Robien). Celle-ci fut saisie à la Révolution française et se trouve maintenant répartie principalement entre le musée des beaux-arts de Rennes, le musée de Bretagne et l'Université de Rennes.

### Fondation
Fondé en mars 1853, le musée géologique de Rennes est le premier de ce type en France. Son premier directeur-conservateur est Marie Rouault.
Il sert tout d'abord à conserver et présenter la collection établie par Marie Rouault. Elle est tout d'abord stockée temporairement à l'Hôtel de Ville de Rennes.
En 1858, les collections sont transférées dans la galerie sud du nouveau palais universitaire. Elles constituent ce qui est désigné communément comme le Musée Rouault.
Dix ans après la nomination de Marie Rouault, la municipalité de Rennes réclame à plusieurs reprises (1862, 1865), et sans résultats, une accélération pour améliorer l'organisation du musée.

### Extension
En 1870, les collections du Musée d’histoire naturelle rejoignent la galerie sud de l'Université de Rennes.

### Procès
En 1873, la ville se dote d'une structure unique en unissant le Musée géologique et le Musée d’histoire naturelle. La situation va alors se dégrader très rapidement :  le 28 juillet 1875, Marie Rouault est invité à s’expliquer devant le Conseil municipal, qui demande la création d’une commission d’enquête.

Les résultats de cette enquête sont catastrophiques pour Marie Rouault : 

« Les premiers succès de Marie Rouault, de 1846 à 1851, reposent sur ses découvertes en Bretagne ; certes il a fait, à cette époque, de remarquables découvertes ; mais le bilan de 1851 à 1861 se solde par néant. Aujourd’hui, Monsieur Rouault vient dire qu’il ne peut s’occuper du catalogue parce que, depuis 22 ans, il a abandonné ses études et qu’il faut qu’il les reprenne, à l’âge de 62 ans, afin de remplir ses engagements envers la Science et les savants du monde entier. »

Le maire de Rennes intente alors à Marie Rouault un procès, qui s'ouvre en novembre 1876. Les évènements s'enchaînent : 

« Suspension de ses fonctions en août 1876 ; mise sous scellés des objets de géologie présents à son domicile (septembre 1876), inventaire au domicile de Marie Rouault (3 avril 1877). L’inventaire fait état de plus de 200 000 pièces, - certaines espèces [ayant dû] être évaluées par mètres cubes. »

Le jugement est daté du 11 décembre 1877, et frappé d’appel en mars 1879.
Dans son testament du 13 décembre 1881, Marie Rouault lègue toutes ses collections au Muséum d’histoire naturelle de Paris, sauf celles d’archéologie qui sont cédées au Musée de Cluny. Compte tenu de la situation juridique, une négociation à l’amiable est engagée entre la ville de Rennes, représentée par Pierre Bézier, et Edouard Bureau, délégué du Muséum de Paris. Les conclusions sont favorables à la ville de Rennes, qui conserve les pièces de la collection Rouault, les doubles allant au Muséum de Paris.

### Nouveau conservateur
En 1887, Toussaint Bézier est nommé conservateur. Il trouve la collection Rouault disposée dans de vitrines, mais sans classement et sans étiquettes. Reconnu, à cette époque, la Ville de Rennes lui donne la charge de Conservateur du Musée des sciences naturelles de Rennes en 1887. Il fallait ordonner les collections que son prédécesseur Marie Rouault avaient entassées.
Il se mit à étudier un là un les échantillons de Minéralogie et de Géologie, et à en faire une classification raisonnée. Il fallait classer toutes ces spécimens, mais il  fallait aussi en accumuler d'autres tirées du Massif Armoricain. Il se mit à parcourir la Bretagne dans tous les sens; accumulant toute une série de minéraux et de fossiles.
Il crée une section de géologie au sein du musée. Les principales acquisitions sont sous mandat, en 1888, la collection de l’Ingénieur Léon Maudet, et en 1898, la collection de géologie régionale de M. Sacher.
En mars 1926, Fernand Kerforne est  nommé Conservateur du Musée des sciences naturelles de Rennes. A ce nouveau poste, il s'adonne avec intérêt à l'œuvre de reclassement et de réorganisation de ces précieuses collections. À sa mort, Constant Houlbert le remplace.
La destruction des ponts sur la Vilaine lors de la libération de Rennes en 1944 touchent les collections qui sont alors mises à l’abri de manière dispersée. La municipalité cède alors son fonds à l’université. Les collections sont stockées, hors de la vue du public, dans le palais universitaire de la place Pasteur jusqu'en 1967. L’ouverture du campus de Beaulieu entraîne le transfert des collections dans ce nouveau lieu.
Plusieurs projets ont été proposées pour faire renaître le muséum, en 1968, 1973 et 1982. La création du CCSTI de Rennes en 1984 ne prend pas en compte la valorisation de ces collections. Les collections sont aujourd’hui stockées avec accès pour les étudiants, et parfois présentées au grand public à l’occasion de portes-ouvertes.

## Musée de la géologie
L'espace muséal actuel regroupe 2 500 objets sur environ 520 m2. Les visiteurs peuvent découvrir une galerie de minéralogie, une grande salle de géologie générale et régionale, et un espace de géologie appliquée. Les murs accueillent des toiles de Mathurin Méheut et d’Yvonne Jean-Haffen, réalisées de 1942 à 1946 pour la décoration de l’ Institut de géologie de Rennes.

## Liste des conservateurs
- Marie Rouault (1853-1887)
- Toussaint Bézier (1887-1925)
- Fernand Kerforne (1926-1927)
- Constant Houlbert (1927-1947)
- Jean Plaine (1981-2015)[11],[12]
- Damien Gendry (2015-...)

### Sources
- Biographie, sur annales.org